# Clas Larsson Fleming

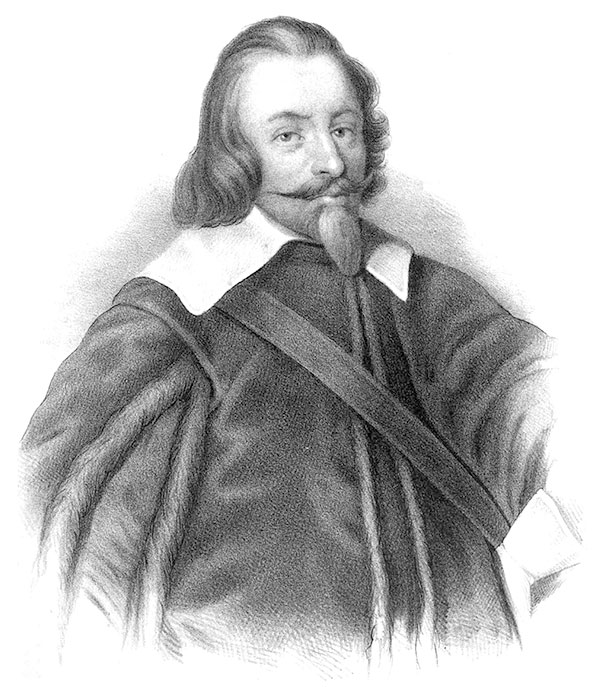
Clas Larsson Fleming, Kupferstich von Otto Wallgren

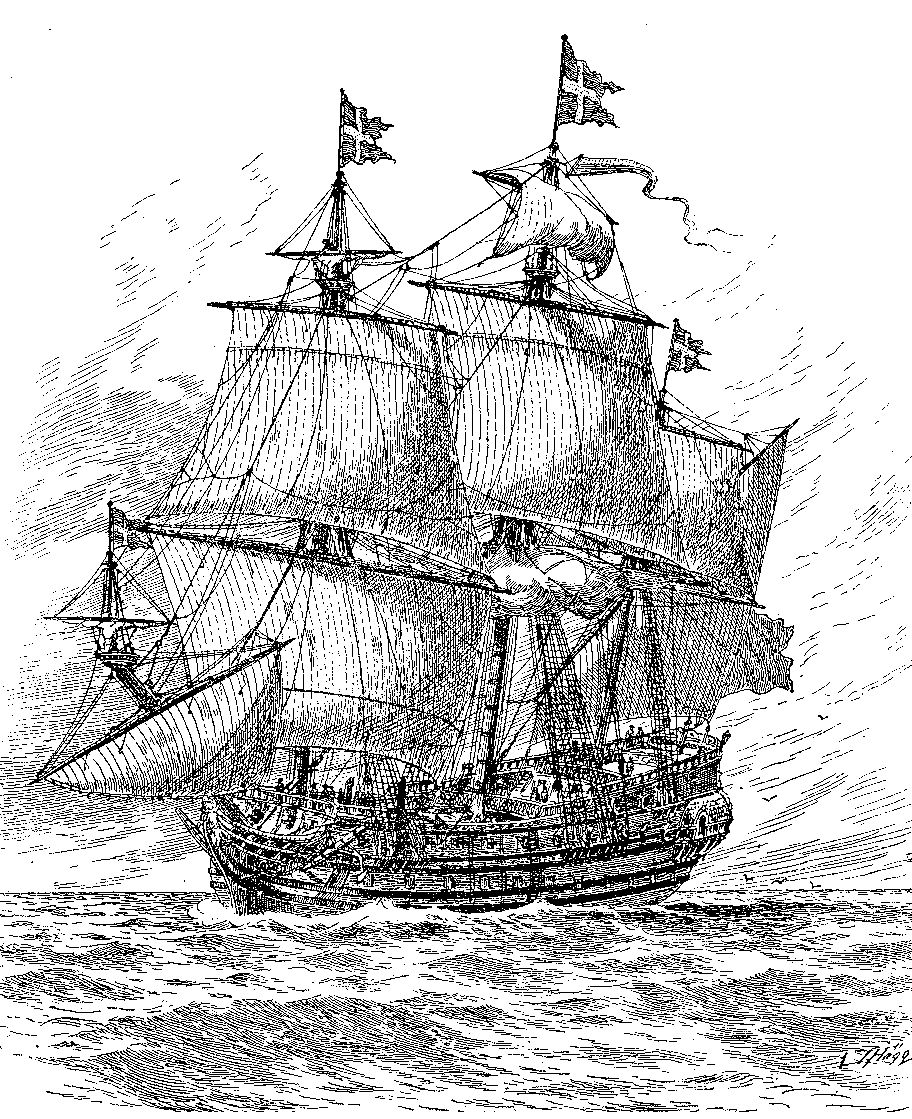
Die Scepter, Flaggschiff der Schweden in der Seeschlacht auf der Kolberger Heide

Clas Larsson Fleming (* März 1592 in Villnäs; † 26. Juli 1644 in der Kieler Bucht) war ein schwedischer Admiral.

## Leben

### Herkunft und Familie
Clas entstammte dem schwedischen Adelsgeschlecht der Herren von Fleming. Er war ein Sohn des schwedischen Statthalters von Åbo Lars Hermansson Fleming (1545–1602) und der Anna Henriksdotter (geborene Horn af Kanckas).
Aus der 1618 geschlossenen ersten Ehe mit Anna Göransdotter Snakenborg († 1637) sind drei Töchter und drei Söhne hervorgegangen. Diese wurden 1651 als Fleming af Liebelitz in den schwedischen Freiherrnstand erhoben. Eine zweite, kinderlos gebliebene, Ehe wurde mit 1638 mit Elena, verwitwete Gräfin Brahe, geborene Freiin Bielke (1592–1652) geschlossen.
Söhne:
- Herman Fleming (1619–1673), schwedischer Admiralleutnant und Generalgouverneur Finnlands
- Lars Fleming (1621–1699), schwedischer Staatsmann
- Göran Fleming (1628–1667), schwedischer Diplomat

### Werdegang
Fleming studierte 1609 in Wittenberg und besuchte bis zu seiner Rückkehr nach Schweden im Herbst 1612 mehrere weitere außerschwedische Universitäten. Seine Laufbahn beim Militär begann er 1613 als Kornet. Er war zudem 1614 Kammerherr und bereits 1615 Mitglied der schwedischen Kommission bei den Friedensverhandlungen mit Russland. Noch 1618 war er Rittmeister, 1620 schon Vizeadmiral. Der Wechsel zur Marine muss also seiner Tour sehr förderlich gewesen sein. 1625 wurde er Reichsrat und war von 1629 bis 1630 Präsident der Finanzkammer. Lagman wurde er 1632 in Södermanland und 1634 in Söderfinland. Ebenfalls 1634 avancierte er zum 1. Admiralitätsrat am vom Reichsadmiral Carl Carlsson Gyllenhielm geschaffenen Amiralitätskollegium und hatte somit auch bis zu seinem Tod gemeinsam mit Erik Eriksson Ryning das tatsächliche Kommando über die Flotte. Auch noch im Jahr 1634 wurde er Oberstatthalter bzw. Gouverneur von Stockholm. Als solcher entfaltete er eine rege Bautätigkeit. Bspw. ließ er die Jakobskirche fertig bauen. Seit dem Jahr 1637 war er zudem Präsident der Handelshochschule in Stockholm. Er starb als kommandierender Admiral auf seinem Schiff der Scepter, in der Seeschlacht vor Fehmarn.
Nach ihm wurde der von 1914 bis 1959 im Dienst der schwedischen Marine gestandene Minenkreuzer Clas Fleming benannt.